# Диофизитство
Диофизи́тство или дифизи́тство(от греч. δυο — «две» + φύσις — «природа, естество») — христологическая концепция, согласно которой в Иисусе Христе признаются две природы — божественная и человеческая.

## Учение
В доникейский период святые отцы и учители Церкви преимущественно в полемике против ересей защищали веру Церкви в то, что Иисус Христос есть истинный Бог и истинный человек. В борьбе с триадологическими ересями доникейского периода, а также арианством Церковь отстаивала веру в истинное Божество Иисуса Христа.
Существенный вклад в богословскую концепцию двух природ внесли святые отцы-каппадокийцы. Богословская концепция двух природ последовательно развивалась в антиохийской богословской школе (Диодор, епископ Тарсийский, Феодор, епископ Мопсуестийский, блаженный Феодорит, епископ Кирский). Дифизитская концепция антиохийской школы была обусловлена полемикой с Аполлинарием Лаодикийским, который отрицал полноту человеческой природы во Христе, и богословскими особенностями этой школы. Дифизитская концепция антиохийской богословской школы гораздо более решительно подчеркивала двойство природ во Христе в ущерб единству Христа.
Учеником Феодора Мопсуестийского был архиепископ Константинопольский Несторий (381—451), который создал учение о так называемом «лице единения». Он признавал во Христе две природы, две ипостаси и два лица, то есть два различных субъекта: Божественный субъект — Бог Слово или Сын Божий, предвечно рождённый от Бога Отца, и человеческий субъект — человек Иисус Христос, представляющий собой храм Божества, рождённый от Девы Марии, с которым соединился Бог Слово, то есть вторая ипостась Святой Троицы. В 431 году III Вселенский собор в Ефесе осудил Hестория.
Отстаивая единство Богочеловека Иисуса Христа против Нестория, главный защитник православия в этом споре, святитель Кирилл Александрийский (376—444), допустил в своей полемике выражение: «единая природа Бога-Слова, воплощенная» (греч. μία φύσις του Θεοΰ Λόγου σεσαρκωμέη). Однако святитель Кирилл признавал, что можно говорить о двух природах Христа после воплощения. Кирилл осуждал Аполлинария Лаодикийского и признавал полноту человеческой природы во Христе. Однако после смерти святителя Кирилла в 444 году некоторые из его сторонников стали толковать это выражение в смысле исключительного единства Божественной природы в Иисусе Христе, несовместимого по воплощении с человечностью. Когда такой взгляд, укоренившийся в Египте, стал проповедоваться и в Константинополе архимандритом Евтихием, который учил, что объединение двух природ во Христе при воплощении привело либо к поглощению человеческого естества божеством, либо к образованию некой третьей сущности, не являющейся ни Богом, ни человеком, местный патриарший собор в 448 году осудил это учение (евтихианство) как ересь и низложил Евтихия.
Созванный в 451 году в Халкидоне Четвёртый Вселенский собор вновь осудил Нестория и осудил евтихианство, а также дал христологическое вероопределение, принимаемое Православной и Католической церквями, синтезировавшее александрийское и антиохийское учения о Христе: единое Лицо и единая Ипостась в двух природах. Собор принял догматическое послание (Томос) папы Льва к Флавиану и в согласии с ним составил определение, по которому Иисус Христос исповедуется как совершенный Бог и совершенный человек, единосущный Отцу по божеству и единосущный людям по человечеству, пребывающий и по воплощении в двух природах неслиянно и нераздельно, то есть различие двух природ не устраняется через их соединение, а сохраняется особенность каждой природы в одном Лице и одной ипостаси Иисуса.
Евтихианство не стало значимой богословской традицией и было отвергнуто не только православными богословами, но и подавляющим большинством умеренных монофизитов (миафизитов), учащих об единой природе Иисуса Христа. Миафизиты отрицают слияние Божества и человечества во Христе, но отождествляют термин «природа» с термином «лицо» или «ипостась», так что формула «одна природа» является для них способом выразить единство Христа. Они подчеркивают полноту человечества Иисуса Христа, но отказываются признать за ним статус «природы». Умеренное монофизитство называется также севирианским по имени наиболее влиятельного богослова этого направления патриарха Севира Антиохийского (465—538), который учил об одной сложной природе Христа, в которой сохраняется различие между человечеством и Божеством на уровне природного качества, но не учил о двух природах. Северианство было осуждено на Константинопольском соборе 536 года.
В настоящее время приверженцами диофизитства являются Православная и Католическая церкви, которые исповедуют две природы, две воли (божественную и человеческую), одну ипостась и одно лицо Иисуса Христа, а также Доэфесские церкви, к которым относятся Ассирийская церковь Востока и Древняя Ассирийская церковь Востока, которые исповедуют две природы, две кномы (ипостаси) в одном лице и одной воле Иисуса Христа. Древневосточные православные церкви исповедуют умеренное монофизитство (миафизитство), отвергая учение о двух природах Иисуса Христа, исповедуя единую Богочеловеческую природу и единую Богочеловеческую ипостась, единое лицо, единую волю и единое действие Иисуса Христа.
Архимандрит Армянской церкви Гевонд Оганесян критиковал Халкидонский символ веры тем, что по его мнению не может быть безыпостасной природы, так как в этом случае в Иисусе Христе уничтожается человеческая индиивидуальность и самостоятельность, человеческое естество оказывается ассимилировано Божеством.

### Творения Святых Отцов
1. Преподобный Иоанн Дамаскин. Источник знания. Архивная копия от 11 октября 2010 на Wayback Machine Пер. с греч. и коммент. Д. Е. Афиногенова, А. А. Бронзова, А. И. Сагарды, Н. И. Сагарды. — М.: Индрик, 2002. — 416 с. — (Святоотеческое наследие. Т. 5).

### Научно-богословская литература
1. Jean Meyendorff. Le Christ dans la Theologie Byzantine. Paris, 1968. (На английском: John Meyendorff. Christ in the Eastern Christian Thought. New York, 1969. Русский перевод: Прот. Иоанн Мейендорф. «Иисус Христос в восточном православном богословии». М., 2000.).
2. Болотов В. В. «Лекции по истории древней Церкви». Том 4. Архивная копия от 27 ноября 2010 на Wayback Machine.
3. Карташёв А. В. Вселенские Соборы. Париж, 1963. Архивная копия от 28 июля 2012 на Wayback Machine.